# Ишдавлетово
Ишдавлетово (баш. Ишдәүләт) — деревня в Бурзянском районе Республики Башкортостан Российской Федерации. Входит в состав Старосубхангуловского сельсовета. 

## География

### Географическое положение
Находится на берегу реки Белой.
Расстояние до:
- районного центра (Старосубхангулово): 5 км,
- центра сельсовета (Старосубхангулово): 5 км,
- ближайшей железнодорожной станции (Белорецк): 152 км.

## Население
| 2002 | 2009 | 2010 |
| ---- | ---- | ---- |
| 16   | ↗34  | ↘29  |

Согласно переписи 2002 года, преобладающая национальность — башкиры (100 %).

## Известные уроженцы, жители
- Ишбаев Райман Саяхович — певец, Заслуженный артист Республики Башкортостан.